# Жака
Жака (мађ. Zsáka, рум. Jaca) град је у Мађарској. Жака је један од градова у оквиру жупаније Хајду-Бихар.

## Географско положај
Покрива површину од 78,81 km2 (30 sq mi) и има популацију од 1.717 људи (2001).
Насеље се налази у јужном Бихарском делу округа Хајду-Бихар, у сливном подручју града Беретћоујфалу, поред магистралног пута 47 који повезује Дебрецин са Сегедином, 51 километар од седишта округа, 16 километара југозападно од Берећоујфалуа, 80 километара североисточно од Бекешчабе. Са географске тачке гледишта, то је насеље на северозападном ободу Бихарске равнице. Има унутрашњу површину од 288 хектара и спољашњу површину од 7.593 хектара.
Суседи: Баконсег на северу, Беретћеујфалу (Беретћосентмартон) на североистоку, Фурта на истоку, Мађархоморог на југоистоку, Комади на југу, Дарваш на југозападу и Нађрабе на северозападу. Поред наведеног, Векерд је уклесан у административно подручје Жака као енклава, око 3-4 километра југозападно од центра насељеног подручја.

## Историја
Његов назив се први пут помиње у „Варади регеструму” написаном почетком 13. века.
После сељачке побуне коју је предводио Ђерђ Дожа 1514. године, властелинство породице Ижакај је овде ојачано, а почели су радови који су резултирали довршењем дворца Сака до 1540. године. Био је добро заштићен и окружен водом. Иштван Бочкај је овде донео своје благо пре свог похода у Трансилванију. Замак је одолео и „сејдијској инвазији“, али је крајем 17. века већ био у лошем стању. Имре Токоли је боравио овде два пута 1693. године. Жака је повремено власништво породице Редеј од 17. века.
Насеље које припада округу Бихар, класификовано као село 1773. године и село од 1877. године, постало је велико село 1882. године, а након увођења грађанске регистрације, постало је матично седиште од 1895. године. Од 1950. године, након преласка на нови систем савета, постало је село са независним саветом као део округа Хајду-Бихар. Од 1971. Жака је седиште општинског већа, а његове суопштине су Дарваш, Фурта и Векерд. Од 1990. године је велико село са самосталним правним статусом, окружна матична служба села Векерд. Од 2003. године обавља приоритетне послове грађевинске управе I нивоа - на административном подручју насеља Фурта, Жака и Векерд.

## Становништво
Године 2001. 99% становништва насеља се изјаснило као Мађари, 1% Роми.
Током пописа из 2011. године, 78,4% становника се изјаснило као Мађари, 5,9% као Роми, а 1,5% као Румуни (21,6% се није изјаснило, због двојног идентитета, укупан број може бити већи од 100%). 
Верска дистрибуција је била следећа: римокатолици 4,9%, реформатори 37,3%, гркокатолици 0,7%, неденоминациони 24% (29% није одговорило).